# 雷波萨斯
雷波萨斯是巴西巴拉那州的一个市镇。总面积481.843平方公里，总人口14558人，人口密度30.2人/平方公里。